# Патерсон-Бонапарт, Элизабет
Эли́забет (Бе́тси) Па́терсон-Бонапа́рт (англ. Elizabeth "Betsy" Patterson Bonaparte, 6 февраля 1785[…], Балтимор, Мэриленд — 4 апреля 1879[…], Балтимор, Мэриленд) — американская наследница, первая супруга Жерома Бонапарта, младшего брата Наполеона I Бонапарта.
Об отношениях американки Бетси с французским принцем Жеромом была поставлена бродвейская пьеса «Славная Бетси» (1908), ставшая впоследствии очень известной. По пьесе было снято два фильма, «Славная Бетси» (1928) с Долорес Костелло в роли Бетси и «Разделённые сердца» (1936) с Мэрион Дэвис. Также о судьбе Бетси написано несколько романов в жанре исторического фэнтези.

## Биография
Отец Элизабет, Уильям Патерсон (1752—1835), родился в Ирландии и приехал в Северную Америку до Войны за независимость (1775—1783). Он стал самым богатым человеком в Мэриленде после Чарльза Кэрролла, последнего живущего человека, подписавшего Декларацию независимости США. Брат Элизабет, Роберт, женился на внучке Кэрролла, Марианне Катон.
Элизабет и Жером Бонапарт поженились в канун Рождества, 24 декабря 1803 года. Бетси быстро стала известна своим рискованным вкусом в моде, начиная с её свадебного платья. Брат Жерома, Наполеон, приказал своему брату вернуться во Францию и потребовал аннулировать брак. Жером проигнорировал требование Наполеона вернуться во Францию без своей жены.
Осенью 1804 года Жером и беременная Бетси попытались приехать во Францию к коронации Наполеона, но задержались в пути. Когда они наконец прибыли, Элизабет было отказано в разрешении ступить на европейскую землю по приказу Наполеона. Жером отправился в Италию, пытаясь переубедить своего брата, написав своей жене: «Моя дорогая Эльза, я сделаю все, что требуется». Тем не менее, она больше никогда его не увидела снова, за исключением короткого обмена взглядами в 1817 году.
Не имея возможности высадиться ни во Франции, ни в Нидерландах, Элизабет родила сына 5 июля 1805 года в Лондоне. Жером уступил своему брату, вернулся на военно-морской флот Франции и женился на немецкой принцессе Екатерине Вюртембергской 22 августа 1807 года во дворце Фонтенбло. В то время его брак с Элизабет ещё не был расторгнут.
Бетси вернулась в Балтимор со своим сыном, Жеромом Наполеоном Бонапартом-Патерсоном, которого мать назвала «Бо», и жила с отцом. Она не упускала случая похвастаться своими королевскими связями. После битвы при Ватерлоо она вернулась в Европу, где была хорошо принята в самых высоких кругах, где все восхищалась её красотой и остроумием.
В 1815 году специальным актом законодательного собрания штата Мэриленд она получила развод. Последние годы она провела в Балтиморе, управляя своим имуществом, стоимость которого она увеличила до 1,5 миллиона долларов. 
В 1861 году она подала иск о наследовании в Трибунал первой инстанции в Париже после того, как её бывший муж, принц Жером, умер 24 июня 1860 года. 15 февраля 1861 года суд Сены постановил, что «требования мадам Элизабет Патерсон и её сына Жерома Бонапарта не являются приемлемыми и должны быть отклонены».
Бетси умерла в разгар судебного разбирательства по поводу того, может ли штат Мэриленд облагать налогом её облигации за пределами штата. Дело дошло до Верховного суда, который вынес решение в пользу штата Мэриленд. Она была похоронена на кладбище Грин-Маунт в Балтиморе. На её могиле стоит эпитафия: «После лихорадки жизни спит она спокойно».